# Robert Bauer
Robert Bauer est un footballeur allemand, né le 9 avril 1995 à Pforzheim. Il occupe le poste de milieu défensif au PFK Neftchi.

## Biographie

### En sélection
Robert Bauer est sélectionné à 13 reprises en équipe d'Allemagne des moins de 20 ans.
Il est retenu par le sélectionneur Horst Hrubesch afin de participer aux Jeux olympiques de 2016. Il décroche la médaille d'argent avec la sélection olympique. Il participe au troisième match de poule face aux Iles Fidji, remporté sur le large score de 10-0.

## Palmarès
- FC Ingolstadt 04
  - Champion de 2.Bundesliga en 2015

- Allemagne olympique
  -  Argent : Jeux olympiques de 2016

## Statistiques
| Saison                | Club                  | Championnat           | Championnat | Championnat | Coupe nationale | Coupe nationale | Coupe de la Ligue | Coupe de la Ligue | Compétition(s) continentale(s) | Compétition(s) continentale(s) | Compétition(s) continentale(s) | Total | Total |
| Saison                | Club                  | Division              | M.          | B.          | M.              | B.              | M.                | B.                | Comp.                          | M.                             | B.                             | M.    | B.    |
| 2014-2015             | FC Ingolstadt 04      | 2.Bundesliga          | 18          | 0           | 1               | 0               | 0                 | 0                 | -                              | -                              | -                              | 19    | 0     |
| 2015-2016             | FC Ingolstadt 04      | Bundesliga            | 24          | 1           | 0               | 0               | 0                 | 0                 | -                              | -                              | -                              | 24    | 1     |
| Sous-total            | Sous-total            | Sous-total            | 42          | 1           | 1               | 0               | 0                 | 0                 | -                              | 0                              | 0                              | 43    | 1     |
| 2016-2017             | Werder Brême          | Bundesliga            | 16          | 0           | 0               | 0               | 0                 | 0                 | -                              | -                              | -                              | 16    | 0     |
| Sous-total            | Sous-total            | Sous-total            | 16          | 0           | 0               | 0               | 0                 | 0                 | -                              | 0                              | 0                              | 16    | 0     |
| Total sur la carrière | Total sur la carrière | Total sur la carrière | 58          | 1           | 1               | 0               | 0                 | 0                 | -                              | 0                              | 0                              | 59    | 1     |